# Mambajao
Mambajao est une ville de 3e classe, capitale de la province de Camiguin, aux Philippines.
La ville compte 36 435 habitants en 2010.

## Barangays
Mambajao est divisée en 15 barangays :
- Agoho
- Anito
- Balbagon
- Baylao
- Benhaan
- Bug-ong
- Kuguita
- Magting
- Naasag
- Pandan
- Poblacion
- Soro-soro
- Tagdo
- Tupsan
- Yumbing
- Umycco

## Démographie
| Année | Habitants | Évolution |
| ----- | --------- | --------- |
| 1995  | 27 770    | -         |
| 2000  | 30 806    | 10,93 %   |
| 2007  | 35 308    | 14,61 %   |
| 2010  | 36 435    | 3,19 %    |